# 天主教南河镇教区
天主教南河鎮教區 （拉丁語：Dioecesis Rivi Australis），是巴西一個天主教教區，位於聖卡塔琳娜州中部，包括廿六個市。屬弗洛里亞諾波利斯總教區。
教區成立於1968年11月23日。2010年有教友253,000人，佔總人口82.1%。有卅一個堂區、司鐸六十二人。現任教區主教為奧斯定‧彼得里。